# John Seigenthaler
John Lawrence Seigenthaler (Nashville, 27 de julio de 1927-Nashville, 11 de julio de 2014) fue un político, periodista, militar y escritor estadounidense.

## Biografía
Nació en Nashville, Tennessee, asistió a la Escuela Secundaria Padre Ryan y sirvió en la Fuerza Aérea de los Estados Unidos entre 1946 y 1949. 
Mientras trabajaba en The Tennessean, Seigenthaler tomó cursos de sociología y literatura en el Peabody College, que ahora forma parte de la Universidad de Vanderbilt. También asistió al American Press Institute para reporteros en la Universidad de Columbia.

## Controversia
La controversia ocurrida en la Wikipedia en inglés por la biografía de John Seigenthaler Sr. ocurrió después de que un editor anónimo publicase allí, en mayo de 2005, un artículo con aseveraciones falsas. Cuatro meses después, Victor S. Johnson Jr., un viejo amigo de Seigenthaler, descubrió la publicación y de inmediato dio la voz de alerta.